# 露露 (歌剧)
露露（Lulu）是奥地利作曲家阿尔班·贝尔格一部未完成的歌剧。这是一部由十二音技法写成的名作。
弗兰克·韦德金德的两部悲剧《潘多拉的魔合》和《地精》都是以露露为主角的。贝尔格将它改编成三幕歌剧。而歌词是被原封不动地移植到歌剧上了。也有人认为，伦敦1888年的开膛手杰克系列谋杀案（连续谋杀），也是催生此部歌剧的事件之一。
1937年6月2日上演了露露的片断。弗里德里希·策哈把歌剧补充完整，并于1979年2月24日在法国巴黎歌剧院首演，指挥是皮埃尔·布列兹。
早在歌剧完成之前，贝尔格就已完成了露露组曲。

## 剧情概要
全剧分为一个序幕和三幕

### 序幕
是一个马戏团导演在介绍团内的各种动物。当介绍最后一种动物时，露露被抬到台上，并被导演称之为蛇。

### 第一幕
第一景：露露是一位年老的医生戈尔的妻子。她请人到家里给她画肖像，而舍恩博士也在场。舍恩过去曾把露露从贫民窟里带携出来，他二人有暧昧关系。不久，舍恩的儿子阿瓦来了。没多久舍恩就和阿瓦走了。这时肖像画家乘机勾引露露。谁知道戈尔医生走进来了。戈尔发现他们俩独处一室，顿时心脏病发死亡。露露毫不动容。
第二景：现在露露和肖像画家结婚了。但她接到了舍恩博士的一封电报，电报内容很直接--他向露露求婚。但露露觉得这是舍恩的发难。这时露露有客来访，他叫师歌希，一个老浪人，看得出他过去对露露来说很重要。这时舍恩博士来了。他对师歌希撒谎，说自己是露露的父亲。他来的目的就是要求露露以后在他的眼前消失。露露还是毫不动容。正要走出去时，她的丈夫肖像画家进来了。舍恩博士向画家揭了以前自己与露露的暧昧关系，并要画家让露露与之对质。画家走了出去，表面上去和露露对质，其实是走到角落去划破自己的喉咙。露露也没有动容。她还对舍恩博士说：“这回你可以跟我结婚了。”
第三景：露露成了一个舞蹈演员。她将要有一场演出。演出前她跟阿瓦坐在化妆间，说着各种各样的话题。其中之一是说到了有一位王子，他也爱上了露露并打算娶她。刚要开始演出，露露说不上台了，理由很简单，就是因为舍恩博士和他的未婚妻一起坐在观众席上。舍恩博士到后台劝她上台。当两人独处时，露露说，她打算和那位王子去非洲。而舍恩博士知道，自己没有露露就活不下去。他反而被露露说服了，要写一封信给未婚妻毁掉婚约。而且，信是露露口授的。写好信后，露露眉毛也没耸一下，就上台表演去了。

### 第二幕
第一景：现在露露和舍恩博士结婚了。但对于露露有这么多的追求者，舍恩博士吃醋吃得很厉害。追求者之一女同性恋者格舍维兹来邀请露露去参加舞会，但舍恩博士一万个不同意。格舍维兹没趣，只好离开。后来露露和舍恩博士离开房间。格舍维兹偷着回来，找地方藏了起来。露露不久回来了。另外两个追求者--一个杂技演员和一个小学生喋喋不休的缠着露露。这时，阿瓦也来了。两个追随者也只好躲起来。阿瓦向露露表白。舍恩博士回来了，发现了藏起来的杂技演员，并开始跟露露理论。说着说着，还让他发现其他藏起来的人。他受不了了，他递给露露一把左轮枪，让她自行了断。但露露反倒射死了舍恩博士算是交差。警察赶来，以谋杀罪逮捕了露露。
间奏：是一段配乐的默片，里面展示了露露被捕，收审，宣判有罪，入狱。后来露露故意染上霍乱，以求得保外就医。格舍维兹女伯爵去看望她，竟和露露交换衣服让露露逃跑。
第二景：地点还是第二幕第一景的那个房间。格舍维兹、阿瓦和杂技演员都齐齐在那里等着师歌希。师格希愿意顶替女伯爵去医院冒充露露以拖延时间。杂技演员声称他要娶露露，然后搬到巴黎与她共同表演杂技。师歌希带着女伯爵离开。后来又掺着露露回来了。露露的那幅病容彻底打消了杂技演员的好梦。杂技演员却倒打一耙，走去警察局举报露露。露露叫师歌希去买火车票。剩下露露和阿瓦两人互衷情愫，并决定一起离开。

### 第三幕
第一景：露露和阿瓦住在巴黎，这一景设在一个赌场里。杂技演员和一个皮条客要挟露露，要她到开罗的一所妓院。露露还在因为谋杀勋博士一事而被通缉。如果露露说不，他们两个就去告发她。这时师歌希来要钱。露露把师歌希说服了，要后者把杂技演员勾引去一所宾馆然后把他谋杀掉。他们刚走，一条消息传来，在座各位都购买了的一支铁路股票跌破了。现场顿时大乱。露露乘机跟一个男人换了衣服，跟阿瓦逃走了。警察没过多久赶来，扑了一个空。
第二景：露露、阿瓦和师歌希现在贫困潦倒避着追缉躲在伦敦。露露成了妓女。她带着一名主顾进来了，是一位教授（由戈尔医生的扮演者饰演）。这时格舍维兹带着从巴黎拿回的露露肖像来了。阿瓦把肖像挂到墙上。露露走了出去没多久，就带了第二个主顾回来了，一个黑人（由画家的演员演唱）。他拒绝先付款，并在争斗中杀死了阿瓦。当师歌希处理尸体的时候，格舍维兹打算自杀，但她想到，露露不会在乎这一切，于是放弃了这个念头，决定要以一个女权运动拥护者的身份开始新的生活。最后，露露在外面带着第三个主顾（由舍恩博士的扮演者串演）进来了。他跟露露砍价。两人先是谈不拢，主顾要走，这下露露只好愿意降低身价跟他睡一晚。这个主顾其实是开膛手杰克。女伯爵突然听到露露尖叫。她立刻要赶去看看发生什么事。这时候杰克出现，顺便灭了女伯爵的口。大幕降下，只听见女伯爵向露露说道：“我爱你！”，随后也就跟着死去了。